# 大町站 (香川縣)
大町站（日语：／ Omachi eki */?）是位於日本香川縣高松市、屬於高松琴平電氣鐵道（琴電）志度線的鐵路車站，車站編號為S10，為無人車站，但也是平日早上繁忙時間時的區間車終點站，共有3班以本站起訖，同時也是下行至琴電志度站前的最後一個列車交換車站。本站亦是琴電制度下的「途中下車指定站」。

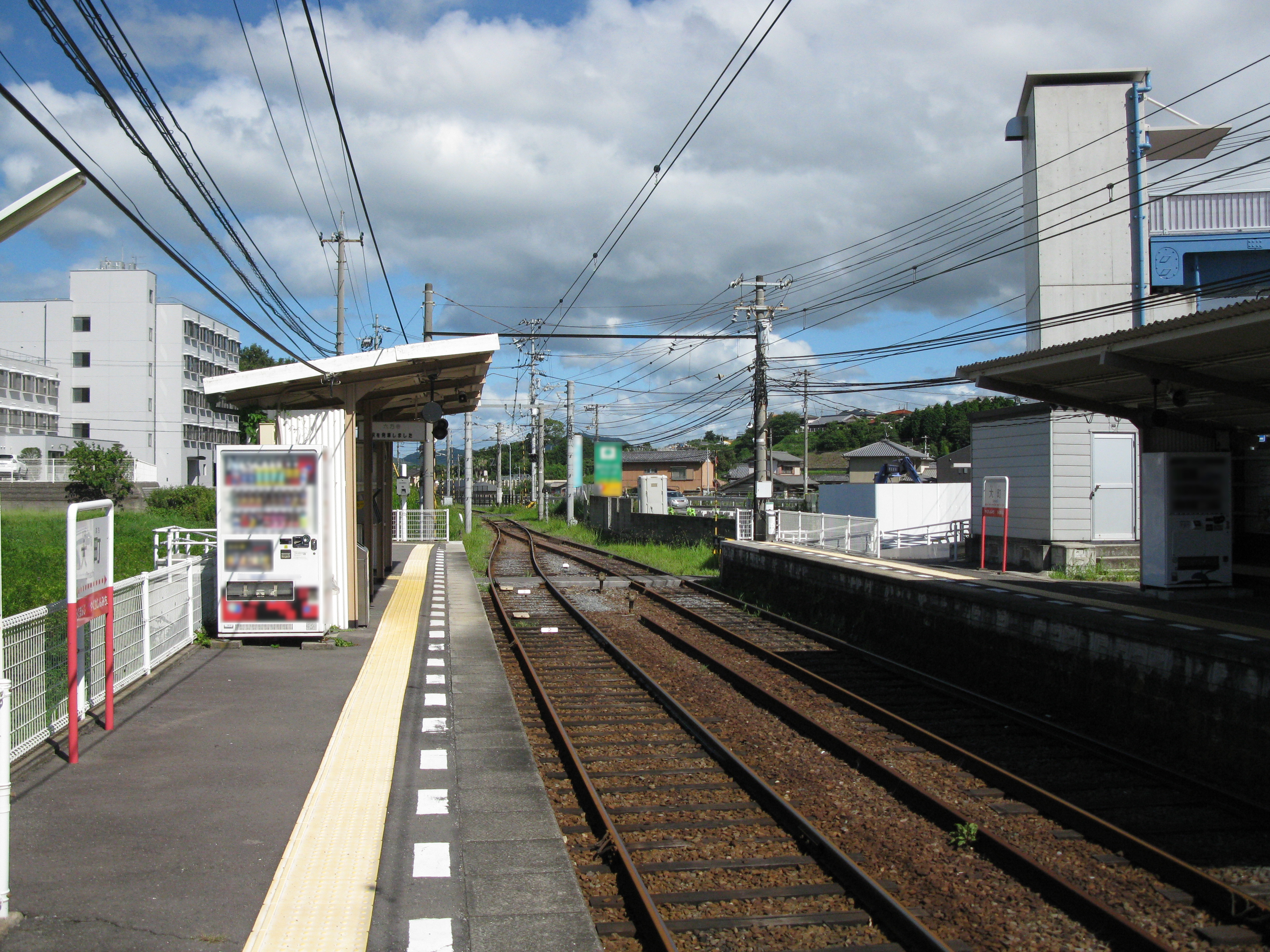
月台(2010年8月)

## 車站結構

### 站房
本站是志度線內少數設有站房的車站，設於1號月台上。不過，它並不像其餘的站房般，可以讓乘客街外穿過站房後進入月台，而是仍然透過位於月台上的出入口入月台後，才會到達站房的正門及服務窗口。由於車站早已無人化，服務窗口並不開放使用，亦沒有職員在繁忙時間於站內處理任何票務事宜。除了站房外，1號月台上同時建有一座男、女共用式洗手間，以及一座供儲物用的小貨倉。
共設有3個出入口，都是從1號月台方面進入。向六萬寺方向的月台末端為梯級出入口、向八栗新道的月台末端為無障礙斜道出入口，同時靠近橫過國道11號的行人天橋升降機口，而站房旁邊的第3個出入口則同時設有無障礙斜道及梯級。

### 月台
設有側式月台2座，長度約為50米。路軌兩端皆採用Y型轉轍器，列車靠左駛進站內。就算是區間車，基於本站為定點列車交換站，也會是先靠左到達下行的月台，清客後在原來月台上客後直接開出。月台兩端均設有平交道連接1、2號月台。2號月台的配置與1號相同，即向八栗新道方向為無障礙斜道、向六萬寺方向為梯級，唯一分別是它不能直接通往街外。
月台中央各設有一座附有上蓋的候車亭，並設各自擁有候車長櫈、自動販賣機及1對出、入閘專用的IC卡感應器，而1號月台上則放置了一座簡易式售票機。
| 月台 | 路線     | 方向 | 目的地       | 備註              |
| ---- | -------- | ---- | ------------ | ----------------- |
| 1    | ■ 志度線 | 上行 | 瓦町方向     | 上行主發月台      |
| 2    | ■ 志度線 | 下行 | 琴電志度方向 | 下行發車月台      |
| 2    | ■ 志度線 | 上行 | 瓦町方向     | 平日早上3班區間車 |

## 歷史
- 1911年11月18日：隨東讚電氣軌道今橋站～志度站開通而開業[1]。
- 1945年1月26日：被指為不要不急線，包括本站在內、由八栗至志度一段路段休止。
- 1949年10月9日：重新投入服務。

## 使用狀況
| 1日上落人數推斷 | 1日上落人數推斷 |
| 年度            | 1日平均人數     |
| --------------- | --------------- |
| 2011            | 293             |
| 2012            | 301             |
| 2013            | 335             |
| 2014            | 351             |
| 2015            | 373             |
| 2016            | 373             |
| 2017            | 360             |
| 2018            | 354             |
| 2019            | 363             |
| 2020            | 272             |
| 2021            | 272             |
| 2022            | 294             |

## 相鄰車站
高松琴平電氣鐵道（琴電）
■志度線
六萬寺 (S09) - 大町 (S10) - 八栗新道 (S11)

## 外部連結
- 高松琴平電鐵大町站資訊 （页面存档备份，存于）（日語）